# Z6p
Z6p är en svensktillverkad lokomotor som tillverkades i två exemplar 1954 för Stockholm-Roslagens Järnvägar (SRJ). Lokomotorerna drives av en motor typ Scania-Vabis D815.

## Historia
Lokomotorerna tillverkades i två exemplar av AB Svenska Järnvägsverkstädernas fabrik i Falun 1954 och levererades samma år till Stockholm-Roslagens Järnvägar där de gavs nummer 2 och 3.
Det var först när SRJ uppgick i Statens Järnvägar (SJ) 1959 som de gavs littera Z6p och nummer 540 resp. 541 vilket senare ändrades till 1540 resp. 1541. Efter att Roslagsbanan överlämnats till AB Storstockholms Lokaltrafik (SL) 1972 och godstrafiken nedlagts så kvarblev det ena loket (Z6p 1540, f.d. SRJ 2) på banan och överfördes till SL som lok att användas vid banarbeten. Loket återfick nummer 2, vilket senare kom att ändras till 9700, och har genomgått två större revideringar 1989 respektive 1993.
Den andra lokomotorn (Z6p 1541, f.d. SRJ 3) flyttades till Växjö där den stannade till 1977 då den såldes till museiföreningen Upsala–Lenna Jernväg där den än i dag är museifordon.